# Espejo (Cordoue)
Pour les articles homonymes, voir Espejo (Alava).
Espejo est une ville d’Espagne, dans la province de Cordoue, communauté autonome d'Andalousie.

## Histoire
C'est à proximité de la ville d'Espejo que Robert Capa photographie, en 1937, l'une de ses œuvres les plus célèbres : Mort d'un soldat républicain. Ce cliché fait le tour du monde au point de devenir une pièce iconique de la mémoire de la guerre d'Espagne. Une statue du soldat lui rend hommage dans la ville.